# 산티 시모네 에 주다

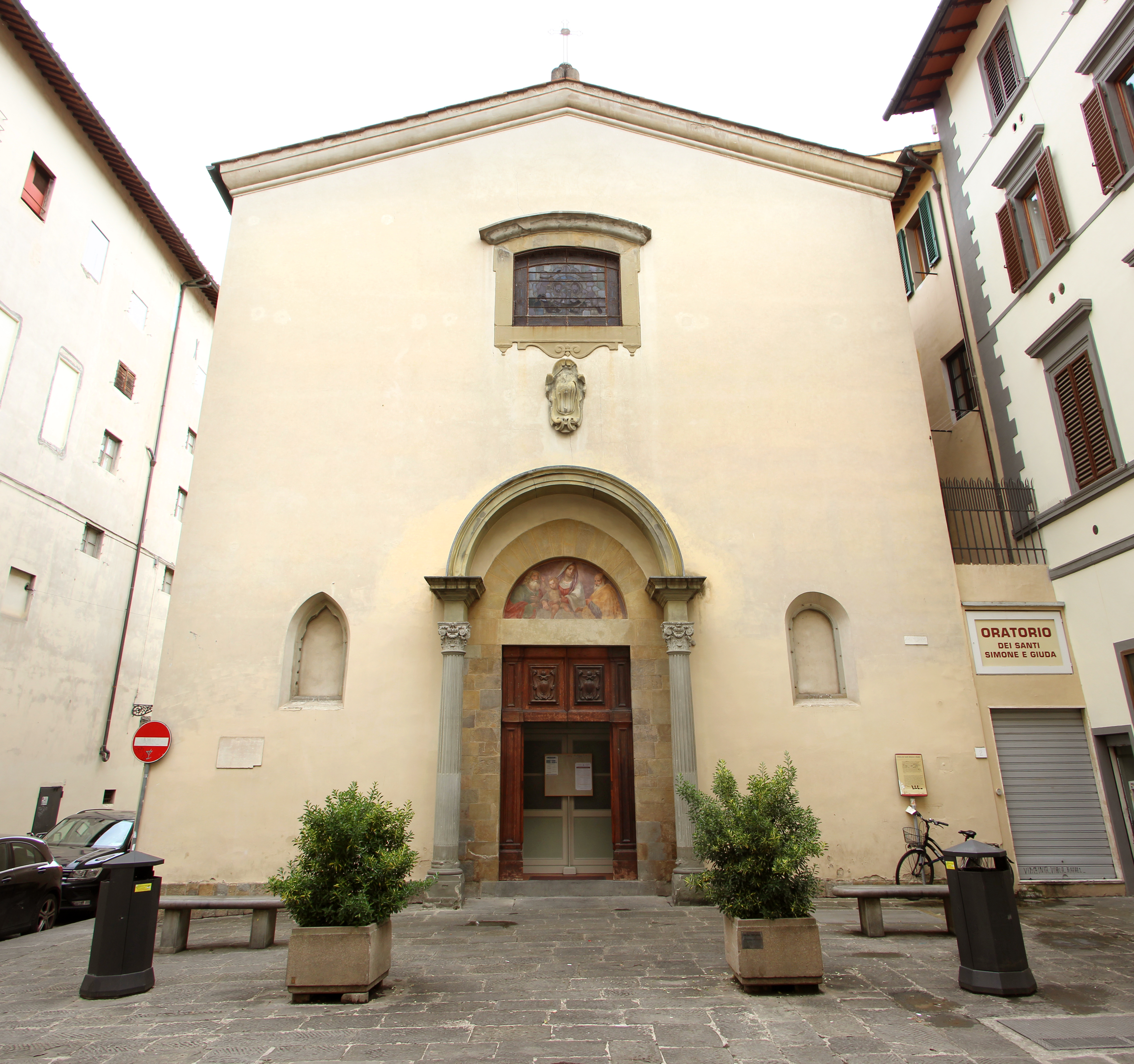
파사드

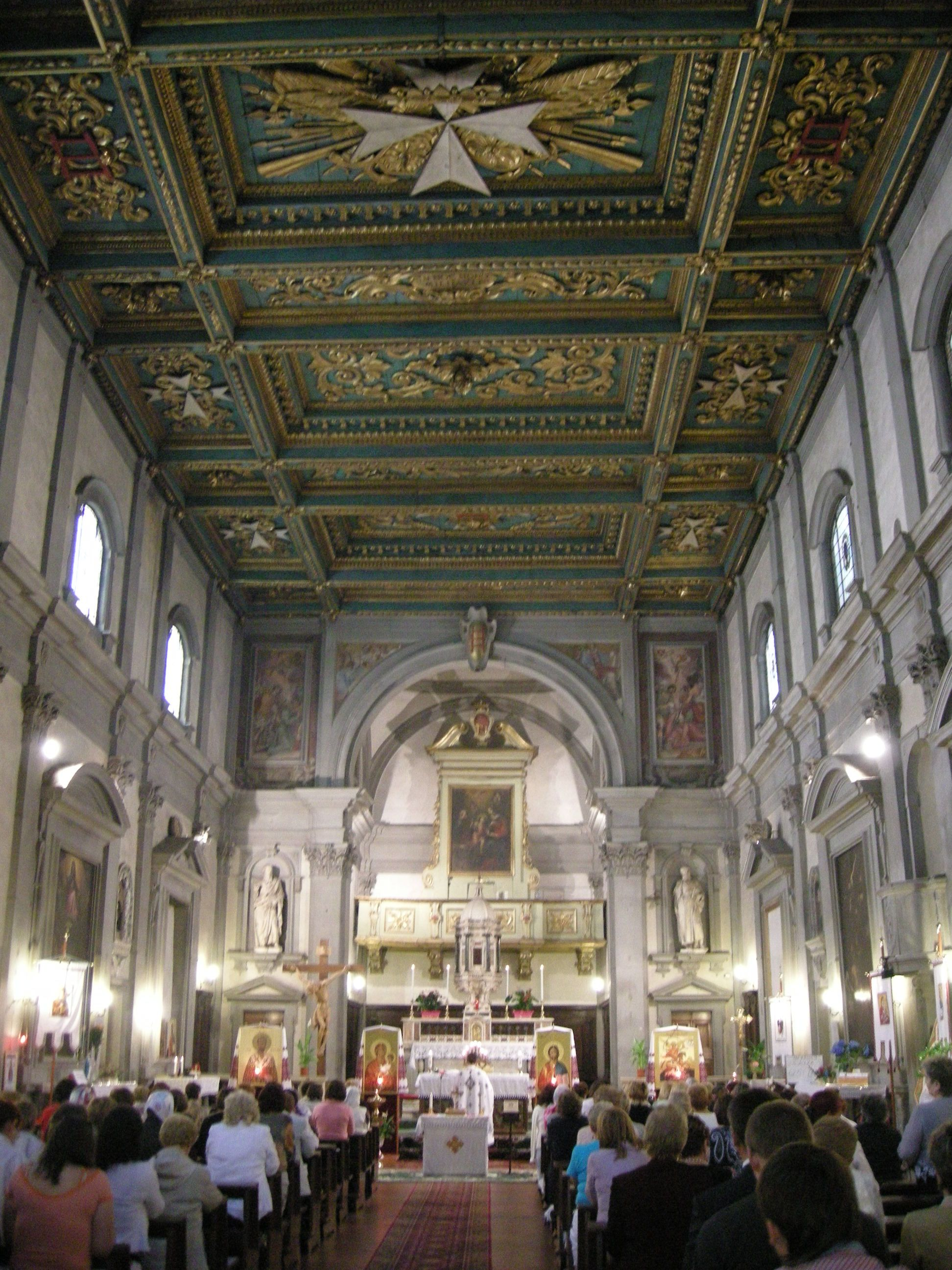
내부

산티 시모네 에 주다 (Santi Simone e Giuda, 성 시몬과 유다)는 피렌체에 있는 교회당으로, 산타 크로체 광장과 시뇨리아 광장 사이 좁은 거리들이 있는 산 시모네 광장에 위치했다. 현재의 건축물은 1243년 이후의 것으로 추정하나 1630년에 게라르도 실바니의 대대적인 개보수가 이뤄졌다. 오늘날 우크라이나 그리스 가톨릭교회가 사용하고 있다.

## 역사
산티 시모네 에 주다는 1192년에 피렌체 성벽 밖 바디아 피오렌티나의 수도사들이 소유한 포도밭에 위치한 소규모 예배당으로 시작됐다. 1209년에 확장이 이뤄졌고 1243년에 완전한 재건이 이뤄졌다. 이 새로운 건축물은 1247년에 주교 안드레뇨 트로티의 축성을 받았고 교구 교회로 지정되었다. 1527년에 아르노강이 범람되었을 때 심각한 피해를 입었다. 이러한 피해 중에는 목제로 만든 성합이 물에 쓸려가 소실되었다. 17세기 초까지 중대한 개보수는 이뤄지지 않았다가 피렌체 대주교 알레산드로 마르치 메디치가 교회의 지위를 수도원 분원 수준으로 올리고 1608년에 초대 수도원장으로 조반니 니콜라이를 임명하였으며 그는 1642년에 사망할 때까지 그 직위를 유지했다. 니콜라이는 토스카나의 부유하고 교양 있는 가문 출신이었고 건축물에 대한 보수에 나섰다. 1619년경 카라라 대리석으로 만든 새로운 대제단이 추가되었고 콰이어 스톨과 성소 등이 갈릴레오 갈릴레이의 친척인 바르톨로메오 갈릴레이의 후원 하에 완전히 보수되었다. 그 다음 작업은 1630년에 시작됐다. 이때는 바르톨로메오의 조카가 돈을 대었고 게라르도 실바니가 설계하였다. 바르톨로메오 갈릴레이는 또한 몰타 기사단원이자 레오폴도 데 메디치의 집사이기도 하였다. 실바니의 보수 최종 작업 (천장 장식 작업)은 1665년에 완료되었다. 교회는 갈릴레이 가문과 몰타 기사단의 여러 문장들을 담고 있다.

## 안치된 인물
이곳에 안치된 유명 피렌체인들에는 다음이 있다
- 라파엘리노 델 가르보 (1466년경–1524년) - 화가
- 안드레아 살바도리 (1591경–1634경) - 시인, 리브레티스트